# Ioan Sabău
Ioan Ovidiu Sabău (Câmpia Turzii, 12 febbraio 1968) è un allenatore di calcio ed ex calciatore rumeno, di ruolo centrocampista, tecnico dell'U Cluj.

## Biografia
Cresciuto in una famiglia di religione ortodossa, durante i suoi anni italiani si convertì alla fede dei testimoni di Geova.
È apparso sulla copertina nordamericana del videogioco FIFA Soccer 96.
I giornalisti italiani pronunciavano il suo cognome proferendo il dittongo au probabilmente secondo le regole grammaticali tedesche, chiamandolo dunque Sabàu e non Sabóu secondo la corretta pronuncia rumena.

## Caratteristiche tecniche
Era un centrocampista lento ma dotato di ottima visione di gioco.

## Carriera

### Club

#### Inizi ed esperienza nei Paesi Bassi (1988-1992)

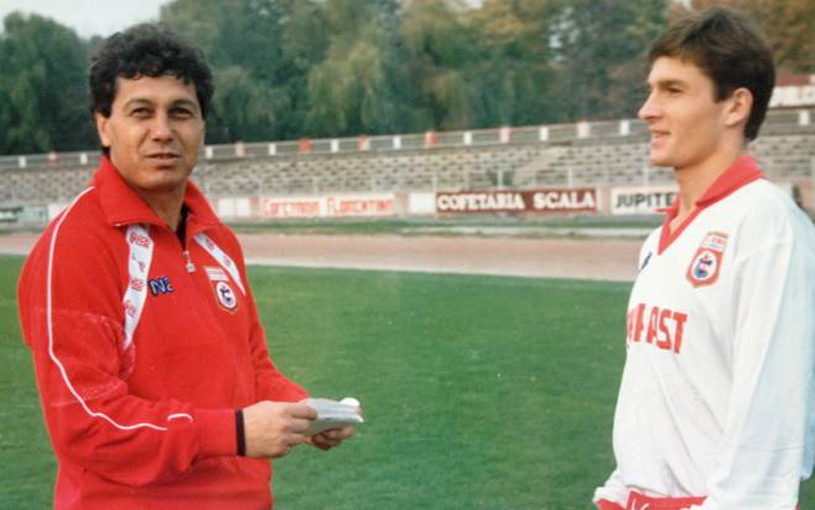
Mircea Lucescu (a sinistra) con Sabău alla Dinamo Bucarest.

Ha debuttato in Divizia A con U Cluj nel 1986. Ha lasciato il club nel 1988 trasferendosi al Târgu Mureș, che ha lasciato dopo pochi mesi dello stesso anno per trasferirsi alla Dinamo Bucarest; con il club della capitale ha militato per 2 anni vincendo anche 1 titolo di lega, per poi giocare lasciare il club lo stesso anno trasferendosi nei Paesi Bassi al Feyenoord; in questo caso vince 2 coppe nazionali e 1 supercoppa giocando anche discretamente.

#### Brescia (1992-1996)
Nel 1992 si trasferisce in Italia al Brescia in cui è stato allenato dal connazionale Mircea Lucescu, oltre ad aver trovato i colleghi calciatori negli anni come Gheorghe Hagi, Dorin Mateuț, Florin Răducioiu e Dănuț Lupu. Con il club lombardo è rimasto per 4 anni nonostante i sali-scendi del club tra la Serie A e la B. Con le Rondinelle ha aggiunto un ulteriore trofeo al suo palmarès vincendo la Coppa Anglo-italiana nel 1994.

#### Reggiana (1996-1997)
Nel 1996 si è trasferito all'ambiziosa Reggiana che dopo una campagna acquisti culminata con gli acquisti di giocatori come Dietmar Beiersdorfer, Michael Hatz e Georges Grün e l'arrivo in panchina di Mircea Lucescu, vive una stagione complicata con il tecnico rumeno che viene esonerato dopo 10 giornate, l'arrivo di Francesco Oddo in panchina ma che non eviterà la retrocessione al club che arriverà con 4 giornate d'anticipo da ultima in classifica. In tutto questo Sabău ha disputato 19 partite segnando un goal alla terza giornata nella sconfitta per 3-2 contro il Parma.

#### Ritorno a Brescia (1997-1998)
Dopo l'amara retrocessione in B della Reggiana fa ritorno a Brescia; questa volta Sabău trova poco spazio venendo chiuso dagli emergenti Cristiano Doni e Andrea Pirlo, finendo per disputare solo 7 partite segnando anche una rete il 28 settembre 1997 nel vittorioso 2-0 contro il Piacenza.

#### Ultimi anni (1998-2005)
Dopo una stagione lascia i bresciani tornando nel 1998 in Romania, dove indossa la maglia del Rapid Bucarest, con cui vince uno scudetto nel 1999. Lascia nel 2000 il club per trasferirsi all'U Cluj, che lascia dopo 1 stagione per fare ritorno al Rapid Bucarest, con cui vince uno scudetto (2003) e una Coppa nazionale (2002). Ha successivamente giocato nel Gaz Metan, che è stata la sua ultima squadra prima del ritiro nel 2005.

### Nazionale
Sabău ha debuttato in nazionale nel 1988 in amichevole contro Israele; nella sfida successiva (sempre amichevole) segna la prima rete in Nazionale contro la Polonia. Era in squadra in occasione d'Italia '90 ed Euro '96, mentre ha saltato il Mondiale del 1994 per infortunio. Dopo il 1997 ha giocato poco con la Romania: dopo 2 anni di assenza dalla squadra nazionale è tornato a giocare tre partite nel 1999, e dopo altri 2 anni di assenza dalla selezione ne gioca altre 3 nel 2001 (compreso l'andata e ritorno nello spareggio di qualificazione ai Mondiali 2002 perso contro la Slovenia), portando il suo totale a 55 partite e 8 reti.
Per quanto riguarda le competizioni è stato titolare ai Mondiali del '90 mentre agli Europei del '96 è rimasto inutilizzato in tutte e 3 le partite della sua squadra eliminata al primo turno.

## Statistiche

### Cronologia presenze e reti in nazionale
| Cronologia completa delle presenze e delle reti in nazionale ― Romania | Cronologia completa delle presenze e delle reti in nazionale ― Romania | Cronologia completa delle presenze e delle reti in nazionale ― Romania | Cronologia completa delle presenze e delle reti in nazionale ― Romania | Cronologia completa delle presenze e delle reti in nazionale ― Romania | Cronologia completa delle presenze e delle reti in nazionale ― Romania | Cronologia completa delle presenze e delle reti in nazionale ― Romania | Cronologia completa delle presenze e delle reti in nazionale ― Romania |
| Data                                                                   | Città                                                                  | In casa                                                                | Risultato                                                              | Ospiti                                                                 | Competizione                                                           | Reti                                                                   | Note                                                                   |
| ---------------------------------------------------------------------- | ---------------------------------------------------------------------- | ---------------------------------------------------------------------- | ---------------------------------------------------------------------- | ---------------------------------------------------------------------- | ---------------------------------------------------------------------- | ---------------------------------------------------------------------- | ---------------------------------------------------------------------- |
| 3-2-1988                                                               | Haifa                                                                  | Israele                                                                | 0 – 2                                                                  | Romania                                                                | Amichevole                                                             | -                                                                      | 81’                                                                    |
| 6-2-1988                                                               | Haifa                                                                  | Polonia                                                                | 2 – 2                                                                  | Romania                                                                | Amichevole                                                             | 1                                                                      | 63’                                                                    |
| 23-3-1988                                                              | Dublino                                                                | Irlanda                                                                | 2 – 0                                                                  | Romania                                                                | Amichevole                                                             | -                                                                      |                                                                        |
| 30-3-1988                                                              | Halle/Saale                                                            | Germania Est                                                           | 2 – 0                                                                  | Romania                                                                | Amichevole                                                             | -                                                                      |                                                                        |
| 1-6-1988                                                               | Amsterdam                                                              | Paesi Bassi                                                            | 2 – 0                                                                  | Romania                                                                | Amichevole                                                             | -                                                                      |                                                                        |
| 20-9-1988                                                              | Costanza                                                               | Romania                                                                | 3 – 0                                                                  | Albania                                                                | Amichevole                                                             | -                                                                      | 60’                                                                    |
| 19-10-1988                                                             | Sofia                                                                  | Bulgaria                                                               | 1 – 3                                                                  | Romania                                                                | Qual. Mondiali 1990                                                    | -                                                                      |                                                                        |
| 2-11-1988                                                              | Bucarest                                                               | Romania                                                                | 3 – 0                                                                  | Grecia                                                                 | Qual. Mondiali 1990                                                    | 1                                                                      | 86’                                                                    |
| 23-11-1988                                                             | Sibiu                                                                  | Romania                                                                | 3 – 0                                                                  | Israele                                                                | Amichevole                                                             | -                                                                      | 60’                                                                    |
| 29-3-1989                                                              | Sibiu                                                                  | Romania                                                                | 1 – 0                                                                  | Italia                                                                 | Amichevole                                                             | 1                                                                      |                                                                        |
| 12-4-1989                                                              | Varsavia                                                               | Polonia                                                                | 2 – 1                                                                  | Romania                                                                | Amichevole                                                             | 1                                                                      |                                                                        |
| 26-4-1989                                                              | Amarousio                                                              | Grecia                                                                 | 0 – 0                                                                  | Romania                                                                | Qual. Mondiali 1990                                                    | -                                                                      |                                                                        |
| 17-5-1989                                                              | Bucarest                                                               | Romania                                                                | 1 – 0                                                                  | Bulgaria                                                               | Qual. Mondiali 1990                                                    | -                                                                      | 83’                                                                    |
| 31-8-1989                                                              | Setúbal                                                                | Portogallo                                                             | 0 – 0                                                                  | Romania                                                                | Amichevole                                                             | -                                                                      |                                                                        |
| 5-9-1989                                                               | Nitra                                                                  | Cecoslovacchia                                                         | 2 – 0                                                                  | Romania                                                                | Amichevole                                                             | -                                                                      | 70’                                                                    |
| 11-10-1989                                                             | Copenaghen                                                             | Danimarca                                                              | 3 – 0                                                                  | Romania                                                                | Qual. Mondiali 1990                                                    | -                                                                      | 64’                                                                    |
| 15-11-1989                                                             | Bucarest                                                               | Romania                                                                | 3 – 1                                                                  | Danimarca                                                              | Qual. Mondiali 1990                                                    | 1                                                                      |                                                                        |
| 4-2-1990                                                               | Algeri                                                                 | Algeria                                                                | 0 – 0                                                                  | Romania                                                                | Amichevole                                                             | -                                                                      |                                                                        |
| 25-4-1990                                                              | Haifa                                                                  | Israele                                                                | 1 – 4                                                                  | Romania                                                                | Amichevole                                                             | 1                                                                      |                                                                        |
| 21-5-1990                                                              | Bucarest                                                               | Romania                                                                | 1 – 0                                                                  | Egitto                                                                 | Amichevole                                                             | -                                                                      |                                                                        |
| 26-5-1990                                                              | Bruxelles                                                              | Belgio                                                                 | 2 – 2                                                                  | Romania                                                                | Amichevole                                                             | -                                                                      | 81’                                                                    |
| 9-6-1990                                                               | Bari                                                                   | Romania                                                                | 2 – 0                                                                  | Unione Sovietica                                                       | Mondiali 1990 - 1º turno                                               | -                                                                      |                                                                        |
| 14-6-1990                                                              | Bari                                                                   | Camerun                                                                | 2 – 1                                                                  | Romania                                                                | Mondiali 1990 - 1º turno                                               | -                                                                      |                                                                        |
| 18-6-1990                                                              | Napoli                                                                 | Argentina                                                              | 1 – 1                                                                  | Romania                                                                | Mondiali 1990 - 1º turno                                               | -                                                                      | 82’                                                                    |
| 25-6-1990                                                              | Genova                                                                 | Irlanda                                                                | 0 – 0 dts (5 – 4 dtr)                                                  | Romania                                                                | Mondiali 1990 - Ottavi di finale                                       | -                                                                      | 98’                                                                    |
| 12-9-1990                                                              | Glasgow                                                                | Scozia                                                                 | 2 – 1                                                                  | Romania                                                                | Qual. Euro 1992                                                        | -                                                                      | 70’                                                                    |
| 26-9-1990                                                              | Bucarest                                                               | Romania                                                                | 2 – 1                                                                  | Polonia                                                                | Amichevole                                                             | -                                                                      |                                                                        |
| 17-10-1990                                                             | Bucarest                                                               | Romania                                                                | 0 – 3                                                                  | Bulgaria                                                               | Qual. Euro 1992                                                        | -                                                                      |                                                                        |
| 5-12-1990                                                              | Bucarest                                                               | Romania                                                                | 6 – 0                                                                  | San Marino                                                             | Qual. Euro 1992                                                        | 1                                                                      |                                                                        |
| 27-3-1991                                                              | Serravalle                                                             | San Marino                                                             | 1 – 3                                                                  | Romania                                                                | Qual. Euro 1992                                                        | -                                                                      |                                                                        |
| 3-4-1991                                                               | Neuchâtel                                                              | Svizzera                                                               | 0 – 0                                                                  | Romania                                                                | Qual. Euro 1992                                                        | -                                                                      |                                                                        |
| 17-4-1991                                                              | Cáceres                                                                | Spagna                                                                 | 0 – 2                                                                  | Romania                                                                | Amichevole                                                             | -                                                                      | 44’ 56’                                                                |
| 13-11-1991                                                             | Bucarest                                                               | Romania                                                                | 1 – 0                                                                  | Svizzera                                                               | Qual. Euro 1992                                                        | -                                                                      | 46’                                                                    |
| 20-11-1991                                                             | Sofia                                                                  | Bulgaria                                                               | 1 – 1                                                                  | Romania                                                                | Qual. Euro 1992                                                        | -                                                                      |                                                                        |
| 20-5-1992                                                              | Bucarest                                                               | Romania                                                                | 5 – 1                                                                  | Galles                                                                 | Qual. Mondiali 1994                                                    | -                                                                      | 73’ 78’                                                                |
| 14-10-1992                                                             | Bruxelles                                                              | Belgio                                                                 | 1 – 0                                                                  | Romania                                                                | Qual. Mondiali 1994                                                    | -                                                                      |                                                                        |
| 14-11-1992                                                             | Bucarest                                                               | Romania                                                                | 1 – 1                                                                  | Cecoslovacchia                                                         | Qual. Mondiali 1994                                                    | -                                                                      |                                                                        |
| 14-4-1993                                                              | Bucarest                                                               | Romania                                                                | 2 – 1                                                                  | Cipro                                                                  | Qual. Mondiali 1994                                                    | -                                                                      |                                                                        |
| 2-6-1993                                                               | Košice                                                                 | Cecoslovacchia                                                         | 5 – 2                                                                  | Romania                                                                | Qual. Mondiali 1994                                                    | -                                                                      |                                                                        |
| 8-9-1993                                                               | Toftir                                                                 | Fær Øer                                                                | 0 – 4                                                                  | Romania                                                                | Qual. Mondiali 1994                                                    | -                                                                      |                                                                        |
| 13-10-1993                                                             | Bucarest                                                               | Romania                                                                | 2 – 1                                                                  | Belgio                                                                 | Qual. Mondiali 1994                                                    | -                                                                      | 27’                                                                    |
| 17-11-1993                                                             | Cardiff                                                                | Galles                                                                 | 1 – 2                                                                  | Romania                                                                | Qual. Mondiali 1994                                                    | -                                                                      |                                                                        |
| 23-3-1994                                                              | Belfast                                                                | Irlanda del Nord                                                       | 2 – 0                                                                  | Romania                                                                | Amichevole                                                             | -                                                                      | 70’                                                                    |
| 15-2-1995                                                              | Smirne                                                                 | Turchia                                                                | 1 – 1                                                                  | Romania                                                                | Amichevole                                                             | 1                                                                      | 87’                                                                    |
| 6-9-1995                                                               | Zabrze                                                                 | Polonia                                                                | 0 – 0                                                                  | Romania                                                                | Qual. Euro 1996                                                        | -                                                                      | 12’                                                                    |
| 27-3-1996                                                              | Belgrado                                                               | Jugoslavia                                                             | 1 – 0                                                                  | Romania                                                                | Amichevole                                                             | -                                                                      |                                                                        |
| 24-4-1996                                                              | Bucarest                                                               | Romania                                                                | 5 – 0                                                                  | Georgia                                                                | Amichevole                                                             | -                                                                      | 51’                                                                    |
| 19-8-1998                                                              | Oslo                                                                   | Norvegia                                                               | 0 – 0                                                                  | Romania                                                                | Amichevole                                                             | -                                                                      | 49’                                                                    |
| 2-9-1998                                                               | Bucarest                                                               | Romania                                                                | 7 – 0                                                                  | Liechtenstein                                                          | Qual. Euro 2000                                                        | -                                                                      | 72’                                                                    |
| 18-8-1999                                                              | Limassol                                                               | Cipro                                                                  | 2 – 2                                                                  | Romania                                                                | Amichevole                                                             | -                                                                      | 69’                                                                    |
| 4-9-1999                                                               | Bratislava                                                             | Slovacchia                                                             | 1 – 5                                                                  | Romania                                                                | Qual. Euro 2000                                                        | -                                                                      | 83’                                                                    |
| 8-9-1999                                                               | Bucarest                                                               | Romania                                                                | 1 – 1                                                                  | Portogallo                                                             | Qual. Euro 2000                                                        | -                                                                      |                                                                        |
| 5-9-2001                                                               | Budapest                                                               | Ungheria                                                               | 0 – 2                                                                  | Romania                                                                | Qual. Mondiali 2002                                                    | -                                                                      |                                                                        |
| 10-11-2001                                                             | Lubiana                                                                | Slovenia                                                               | 2 – 1                                                                  | Romania                                                                | Qual. Mondiali 2002                                                    | -                                                                      | 83’                                                                    |
| 14-11-2001                                                             | Bucarest                                                               | Romania                                                                | 1 – 1                                                                  | Slovenia                                                               | Qual. Mondiali 2002                                                    | -                                                                      |                                                                        |
| Totale                                                                 |                                                                        | Presenze                                                               | 55                                                                     |                                                                        | Reti                                                                   | 8                                                                      |                                                                        |

## Palmarès

### Giocatore

#### Club

##### Competizioni nazionali
- Campionato rumeno: 3

Dinamo Bucarest: 1989–90
Rapid Bucarest: 1998–99, 2002–03
- Coppa di Romania: 2

Dinamo Bucarest: 1989–90
Rapid Bucarest: 2001–02
- Coppa dei Paesi Bassi: 2

Feyenoord: 1990–91, 1991–92
- Supercoppa dei Paesi Bassi: 1

Feyenoord: 1991

##### Competizioni internazionali
- Coppa Anglo-Italiana: 1

Brescia: 1993–94